# Église Saint-Jean-Baptiste de Stanford on Soar
Pour les articles homonymes, voir Église Saint-Jean-Baptiste.
L'église Saint-Jean-Baptiste de Stanford on Soar est une église paroissiale anglicane située à Stanford on Soar, au Nottinghamshire en Angleterre. Elle est rattachée au diocèse de Southwell et Nottingham et à la province d'York, dont elle est l'église la plus méridionale. Il s'agit d'un monument classé de grade I.

## Histoire
Cette église est construite au Moyen Âge et restaurée en 1893–94 par W. S. Weatherley,. Elle n'est pas mentionnée dans le Domesday Book.
Elle est d'abord liée à saint Jean-Baptiste et saint Luc, puis uniquement à saint Jean-Baptiste à partir de 1922.

## Orgue et cloches
L'église est dotée d'un orgue à deux tuyaux manuels construit par Henry Willis et daté de 1895.
L'église compte huit cloches.

## Paroisse
La paroisse de Stanford on Soar compte plusieurs autres églises, dont :
- l'église Saint-Gilles (en) de Costock
- l'église Sainte-Marie de East Leake (en)
- l'église Tous-les-Saints de Rempstone (en)
- l'église Sainte-Hélène de West Leake (en)